# Stockmansella langii
Stockmansella langii ist eine ausgestorbene Pflanzenart. Sie ist aus dem Devon Belgiens und dem Rheinland bekannt und gehört zu den basalen Vertretern der Gefäßpflanzen. Sie ist die einzige Art der Gattung Stockmansella.

## Merkmale
Die Hauptachsen sind nackt und verzweigen sich gabelig (dichotom). Eine eingerollte Knospenlage (circinate Vernation), wie sie für die Blattbildung der Farne typisch ist, ist wahrscheinlich, aber nicht gesichert. 
Die spindelförmigen Sporangien stehen einzeln an den Enden der Achsen (terminal) und sind mehr oder weniger sitzend. Sie sitzen in flachen Einsenkungen am Achsenende, von denen sie sich ablösen. Sie sind nicht durch Leitbündel versorgt, die weiter unten in der Achse enden. Die Öffnung der Sporangien erfolgte über einen oder vielleicht mehrere Längschlitze. 
Über die Anatomie ist relativ wenig bekannt. Das zentrale Leitbündel ist wahrscheinlich zylindrisch und besteht zumindest teilweise aus schraubig verdickten Zellen mit Zellwandverdickungen vom S-Typ, wie er für die Rhyniopsida charakteristisch ist. 
Die Epidermis-Zellen der Achse und der Sporangien sind länglich, Spaltöffnungen konnten mit ziemlicher Sicherheit identifiziert werden. Die Sporen haben rund 60 Mikrometer Durchmesser und sind glatt.
Der Gametophyt ist unbekannt. Stockmansella wird als einer der Sporophyten diskutiert, zu denen der Gametophyt Sciadophyton gehören könnte.

## Systematische Stellung
Nach der älteren Systematik ist Stockmansella Teil der Rhyniophyta. Kenrick und Crane stellten sie in ihrer kladistischen Analyse in die Gruppe der Rhyniopsida.

## Zeitliche und geographische Verbreitung
Die Art wurde zunächst aus dem Old Red Sandstone Belgiens beschrieben, der in das Untere Devon, spätes Pragium bis spätes Emsium, datiert wurde, dies entspricht einem Alter zwischen 407 und 397 Mio. Jahren. Ähnliche Fossilien wurden aus der gleichen Serie aus Deutschland beschrieben.

## Botanische Geschichte
Die Fossilien, die heute als Stockmansella langii bekannt sind, wurden zunächst als Taeniocrada langii beschrieben. Aufgrund starker morphologischer Unterschiede zur Typusart der Gattung Taeniocrada wurde sie zunächst in die eigene Gattung Stockmansia gestellt, da dieser Name jedoch schon für einen paläozoischen Farn vergeben war, wurde sie schließlich in Stockmansella umbenannt. 

## Belege
- Paul Kenrick, Peter R. Crane: The Origin and Early Diversification of Land Plants. A Cladistic Study. Smithsonian Institution Press, Washington D.C. 1997, S. 323. ISBN 1-56098-729-4